# قطب الدين أعظمشاه
السُّلطَانُ پَادِشَاه المَمَالِك أَبُو الفَيْض قُطْبُ الدِّيْنِ مُحَمَّد أَعْظَمشاه عَالِيجَاه غَازِي بن مُحَمَّد أَوْرَنِكْزِيب بن مُحَمَّد شَاهْجِهَان الگوركاني (بالفارسية: پَادِشَاه المَمَالِك أَبُو الفَيْض قُطْبُ الدِّيْنِ مُحَمَّد أَعْظَمشاه عَالِيجَاه غَازِي بن مُحَمَّد أَوْرَنِكْزِيب بن مُحَمَّد شَاهْجِهَان گوركاني، وبالأردية: پَادِشَاه المَمَالِك أَبُو الفَيْض قُطْبُ الدِّيْنِ مُحَمَّد أَعْظَمشاه عَالِيجَاه غَازِي بن مُحَمَّد أَوْرَنِكْزِيب بن مُحَمَّد شَاهْجِهَان گوركاني) (3 شعبان 1063هـ - 20 ربيع الأول 1119هـ المُوافق فيه 28 حزيران (يونيو) 1653 - 20 حزيران (يونيو) 1707م) المعروف اختصارًا بِـ«قُطب الدين أعظمشاه» أو «مُحمَّد أعظمشاه» أو «مُحمَّد أعظم شاه»، هو سابع سلاطين مغول الهند الذين حكموا شبه القارة الهنديَّة طيلة ثلاثمائة سنة، وقد حكم البلاد في سنة 1119هـ المُوافقة لِسنة 1707م. لقبه «أعظمشاه» منحوت من «أعظم» العربيَّة و«شاه» الفارسيَّة بمعنى «ملك»، فيصير المعنى الحرفي للإسم: «أعظم ملك» أو «أعظم المُلُوك».
كان أعظمشاه حسن السيرة، لبقًا وحكيمًا، فقرَّبه والده أورنكزيب إليه ولازمه، وكان يستمتع بصُحبته ومُحادثته في شؤون العلم والسياسة والاجتماع، وتوجَّس فيه خيرًا للبلاد والعباد، وخشي أن يخسره أو يُفارقه، بل اعتقد أنَّ مثل هذه المحبَّة لا يُمكن أن تدوم، بل شأنها الزوال إمَّا حسدًا أو طمعًا، فكان يقول: «الفِرَاقُ حتميٌّ بين هَذَين الخَلِيلَين»، يعني بينه وبين ولده.
عيّنه والده وليًّا للعهد وظلَّ في هذا المنصب حتَّى وفاة والده. تولَّى عدَّة مناصب سياسيَّة خلال حياته، فكان صوبدارًا لبرار ومالوة والبنغال والگُجرات والدكن. كما شارك في عدَّة حملاتٍ وغزواتٍ لأبيه، أبرزها حرب الراجپوت عند ميوار، والمراثيين في بيجافور.
فرَّق أورنكزيب أبنائه في أنحاء الدولة ما أن شعر بدُنوِّ أجله، مخافةً أن يقع بينهم الاقتتال طلبًا للمُلك، تمامًا كما حصل بينه وبين إخوته من قبل، فبعث بأعظم إلى بيجافور وبمُحمَّد كامبخش إلى مالوة، وكان مُحمَّد مُعظَّم في قلعة جمرود عند أطراف الدولة. لكنَّ هذا الفعل لأورنكزيب لم يفعل شيئًا سوى تأجيل الصراع على العرش، فما أن توفي حتَّى تنازع الإخوة على المُلك، واقتتلوا في سبيل تأمين صيرورته إلى كُل واحدٍ منهم. كان أعظمشاه الأسرع إلى التربُّع على تخت السلطنة، فأعلن نفسه سُلطانًا في مدينة أحمد نگر بعد وفاة والده بقُرابة شهر، يوم 10 ذي الحجَّة 1117هـ المُوافق 4 نيسان (أبريل) 1707م، لكنَّه لم يتمكَّن من الوصول إلى العاصمة قبل أخويه، بل كان ذلك مُقدَّرًا لأخيه مُحمَّد مُعظَّم، فاستولى عليها وأرسل لأعظمشاه أن يكتفي بصوبات جنوب الهند، واعدًا إيَّاه أن يُضيف إلى مُلكه ولاياتٍ أُخرى، لكنَّ أعظم رفض وزحف على أخيه لحربه، إلَّا أنَّه تأخَّر في الوصول نتيجة مصاعب واجهت جيشه أثناء الطريق، ولمَّا تقابل الجمعان في موضعٍ يُسمَّى «ججاؤ» على مُقرُبةٍ من آغرة، دارت رحى معركة عنيفة قُتل فيها أعظمشاه مع أولاده مُحمَّد بيداربخت وجوانبخت وإسكندرشان، لينتهي حُكمه بعد أربعة أشهرٍ فقط، واختُلف في تحديد هويَّة قاتله.

## نشأته

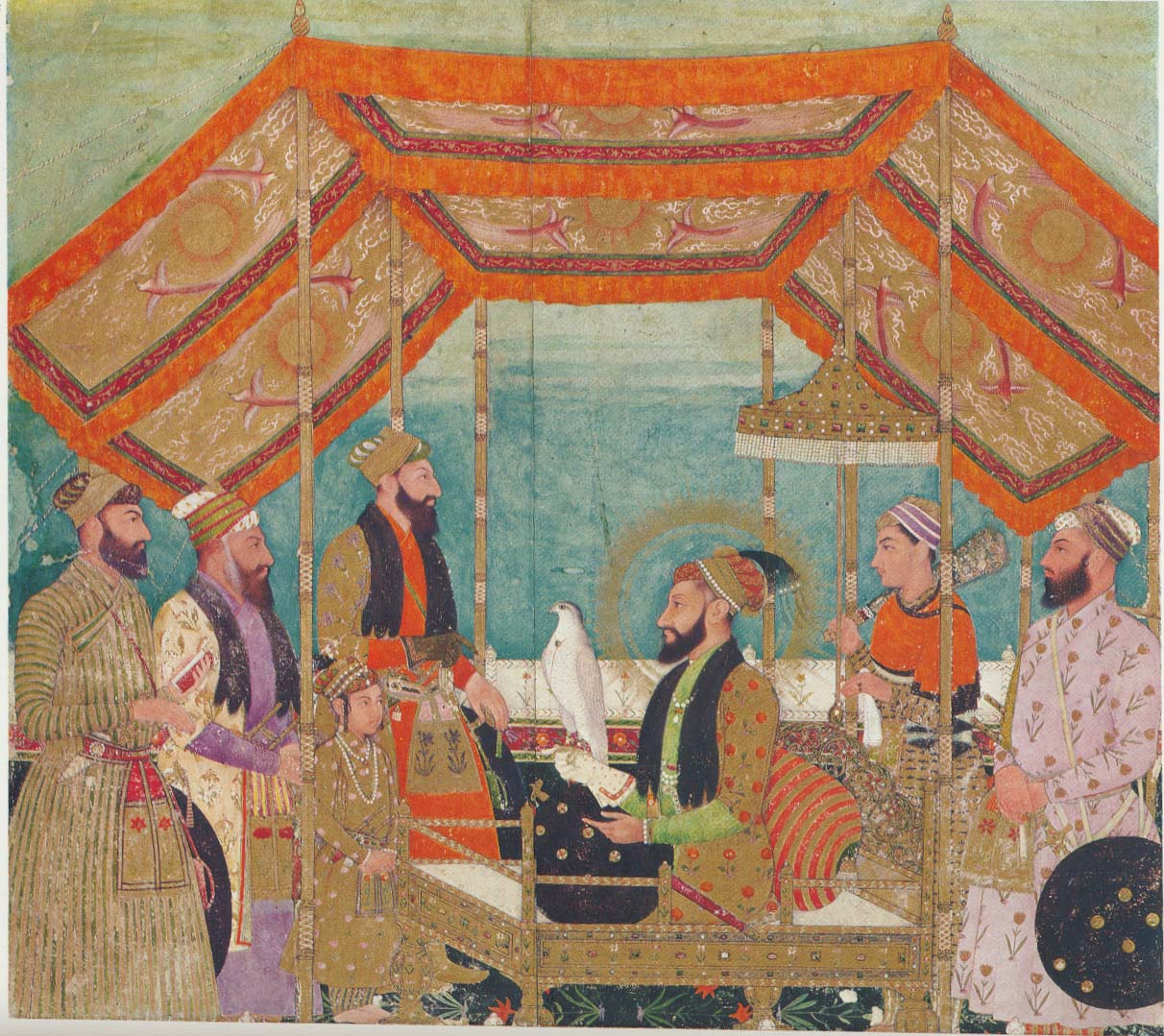
مُنمنمة تُصوِّر السُلطان أورنكزيب وخلفه ولده الشاهزاده مُحمَّد أعظم.

وُلد مُحمَّد أعظم يوم 3 شعبان 1063هـ المُوافق 28 حزيران (يونيو) 1653م في مدينة بُرهانفور. والده هو مُحمَّد مُحيي الدين أورنكزيب، سادس سلاطين مغول الهند، ووالدته هي دلرس بانو بيگم بنت الميرزا بديع الزمان الصفوي الشهير بـ«شاه نواز خان»، وهو أحد كبار الأُمراء في الدولة المغوليَّة خلال عهد السُلطان شاهجهان، وينحدر من الشاه إسماعيل بن حيدر مؤسس الدولة الصفويَّة.
تُوفيت والدته وهو في الرابعة من عُمره، بُعيد إنجابها ولدها الخامس مُحمَّد أكبر، فعانت من حُمَّى النفاس وماتت بعد قُرابة شهرٍ. تأثَّر أعظم بوفاة والدته تأثُرًا كبيرًا، حتَّى قيل أنه أُصيب بانهيارٍ عصبيّ، فعهد أورنكزيب به وبشقيقه الوليد إلى شقيقتهما الكُبرى زيب النساء بیگم، فتولَّت رعايتهما وأغدقت عليهما حنان الأُم، كما زادت هذه الحادثة من عطف والدهما عليهما.
شبَّ أعظم مُفاخرًا بنسبه التيموري من جهة أبيه، والصفوي من جهة أُمِّه، على اعتبار أنَّ هذا لم يجتمع لغيره من أولياء عهد سلطنة مغول الهند حتَّى ذلك الحين، فجميع السلاطين الذين سبقوه كانوا أبناء أُمَّهاتٍ هندوسيَّات أو تُركيَّات أو فارسيَّات لا يمتُنَّ بصلةٍ للصفويين. ولم يُشاركه في هذا النسب سوى شقيقه أكبر، لكن حين مات الأخير بعد سنوات، صار أعظم الشاهزاده الوحيد في البلاط المغولي صاحب الأصلين الشريفين الملكيين.
كان أعظم مُفضلًا عند حاشية البلاط نظرًا لنسبه المُلُوكي سالف الذكر، فقدَّموه على أخويه غير الشقيقين مُحمَّد مُعظَّم ومُحمَّد كامبخش على اعتبار أنَّهما ابنان لزوجتَي أورنكزيب الهندوسيَّتين. قال الرحَّالة البُندُقي «نقولا مَنُتْشِي» (بالإيطالية: Niccolao Manucci) أنَّ رجال الحاشية الفُرس كانوا يُعظِّمون أعظمًا ويُبجِّلونه تبجيلًا كبيرًا كونه سبط بديع الزمان الصفوي المذكور.

## حياته قبل السلطنة

### ولايته البنغال

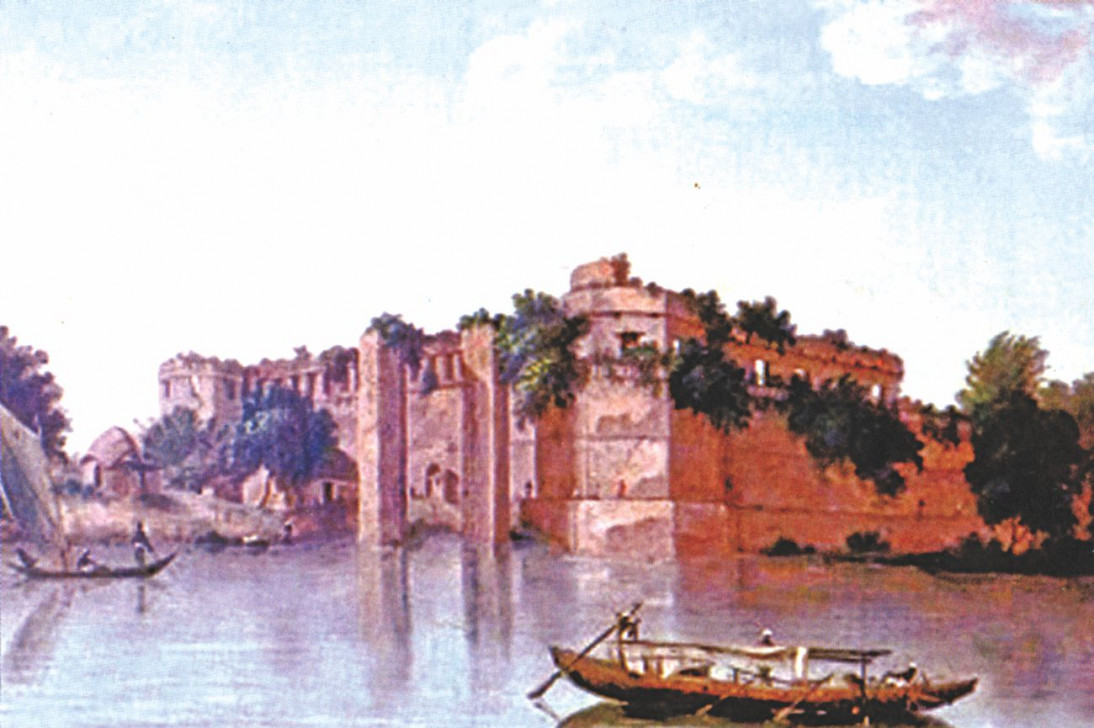
حصن لالباغ كما بدا سنة 1799م.

عيَّن أورنكزيب ابنه أعظمًا صوبدارًا على البنغال سنة 1678م بعد وفاة سلفه «أعظم خان كوكه»، فقام خلال فترة ولايته التي امتدَّت حتَّى سنة 1701م ببعض المُهمَّات، أبرزها فتح منطقة «كمرُپ» الواقعة بين نهريّ «مناس» و«بُرنادي» في آسام، خلال شهر شُباط (فبراير) 1679م، وشرع ببناء حصن لالباغ في دكَّا، ولكن لم يُكتب له أن يُكمله بنفسه. كما عيَّن «مير مولى» ديوانًا لتحصيل الضرائب من الرعيَّة.
لم تمضِ سنة وبضعة أشهر على تولِّي أعظم منصبه في البنغال، حتَّى استدعاه والده أورنكزيب لينضم إليه في قتال الراجپوت، فغادر دكَّا يوم 2 رمضان 1090هـ المُوافق 6 تشرين الأوَّل (أكتوبر) 1679م، لينضم إلى والده عند ميوار.

### ثورة الراجپوت

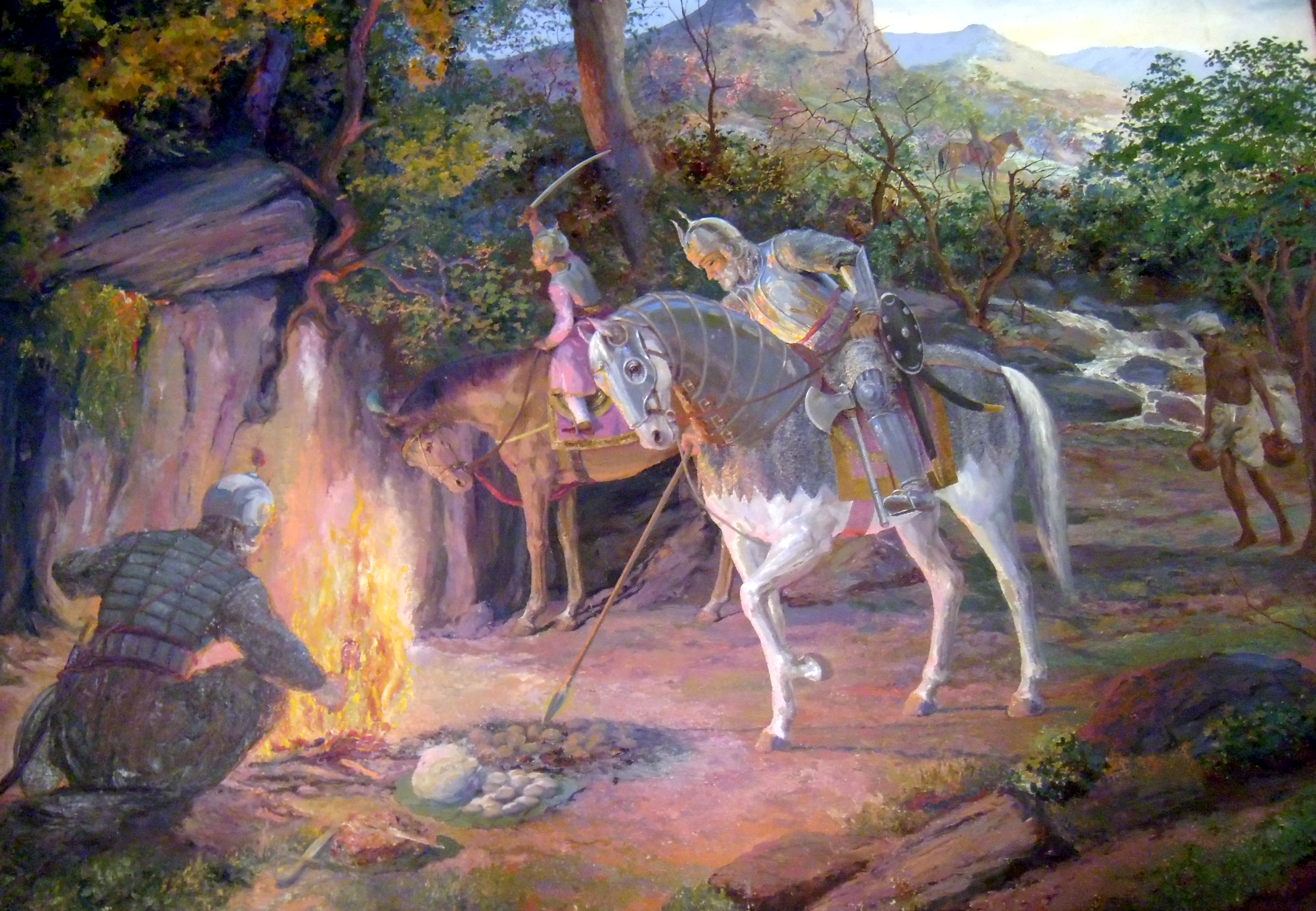
الراجا «دُرغاداس»، أحد أبرز قادة الراجپوت في الثورة ضدَّ المغول.

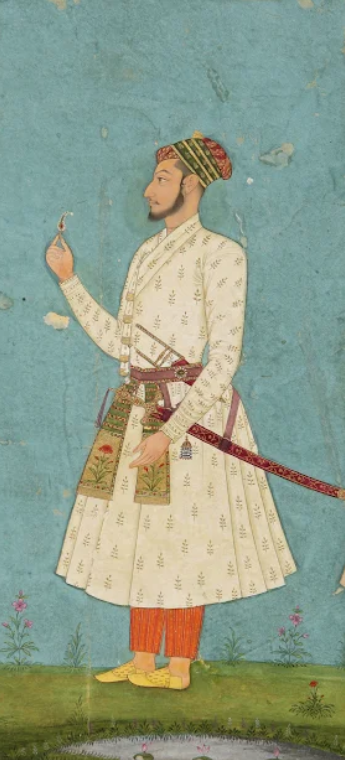
الشاهزاده العاصي مُحمَّد أكبر بن أورنكزيب، قائد الراجپوت لفترةٍ ضدَّ جُيُوش أبيه.

أعلن الراجپوت الثورة على السلطنة المغوليَّة لسببين رئيسيين: حجز السُلطان أورنكزيب لمُمثلهم في البلاط وأسمى أُمرائهم، الراجا جسونت سينگه، الذي كان نائبًا لأورنكزيب في جمرود وحمل معهُ على قبائل البطهان في بلاد كابُل، لكنَّ السُلطان غضب عليه كونه انسحب من كابُل مع جيشه دون إذنه، وحارب أميرًا من أُمراء السند حين اعترض عليه وقتله، فما أن وصل بجيشه إلى دلهي أمر السُلطان ببقائه خارجها وحجزه مع أهله وأولاده هُناك حيثُ أدركه الموت. أمَّا السبب الآخر فهو أنَّ الأُمراء الراجپوتيين، وعلى رأسهم أمير رجپوتانة الرانا «جاي سينگه»، لم يقبلوا جزية الرُؤوس التي أعاد أورنكزيب فرضها على أهل الذمَّة، فصاروا يتكاسلون ويتلاعبون في أدائها، ويُعاونون الخارجين عن المُلك، فرأى السُلطان بوادر الفتنة في ذلك، فبدَّل سياسة المغول التقليديَّة مع الراجپوت وقرَّر اتباع الشدَّة معهم.
التفَّ الراجپوت حول زعامة الأمير «دُرغاداس» راجا جُدبُور، فما كان من السُلطان إلَّا أن جهَّز حملةً عسكريَّةً بقيادة ابنه أكبر والقائد «تهوُّرخان»، لغزو بلاد الراجپوت وضمِّها إلى الدولة المغوليَّة، وذهب هو إلى أجمير ليُراقب منها سير العمليَّات العسكريَّة. تعاون الرانا «جاي سينگه» مع الأمير «دُرغاداس» في التصدِّي للقُوَّات المغوليَّة، التي اجتاحت جُدبُور وخرَّبت ما بها من معابد وفتكت بكثيرٍ من العُصاة، فاعتصم الراجپوتيُّون الذين تمكَّنوا من الفرار في حُصُونهم بالجبال، وانطلقوا من هُناك للإيقاع بقُوَّات الدولة في عمليَّاتٍ خاطفة، وفشل الشاهزاده أكبر في كبح جماح الثائرين الذين كادوا يصلون إلى قطع الإمدادات والمُؤن عن أورنكزيب نفسه وهو في ميوار. أدَّى حرج الموقف بأورنكزيب إلى استدعاء ولدية الآخرين، أعظم ومُعظَّم، بقُوَّاتهما من الدكن والبنغال ليُشاركاه الحرب عند ميوار، في حين وجَّه ابنه أكبر إلى مروار بعد أن أنَّبه تأنيبًا شديدًا لتهاونه السابق مع العدو. اضطُرَّت القُوَّات الراجپوتيَّة للفرار من أمام هذا الزخم العسكري، فتراجعت إلى الجبال واحتمت بها، فحاصرتها الجُيُوش السُلطانيَّة ودمَّرت المحاصيل الزراعيَّة لحرمانها من المُؤن، فما كان من الراجپوت إلَّا لجأوا إلى الحيلة.
التفَّ أُمراء الراجپوت حول الشاهزاده أكبر، البالغ ثلاثةٌ وعشرين ربيعًا، وكان طموحًا غاضبًا من تأنيب أبيه له، فما زالوا يُزيِّنون لهُ الخُرُوج على أبيه حتَّى استجاب لهم ونادى بنفسه سُلطانًا عليهم. زحف أكبر بقُوَّات الثائرين، التي تجاوزت السبعين ألفًا، إلى أجمير مقر السُلطان، ولم يكن بها حوله من الجُند حينئذٍ ما يزيد على الألف فارس. ويبدو أنَّهُ تباطأ في زحفه وانهمك بمتعه، ما أتاح الفُرصة لأورنكزيب كي يُغري أُمراء الراجپوت ويصرفهم عن ابنه ويجذبهم إلى صفِّه، فانضووا تحت لواء الجُيُوش السُلطانيَّة. وتفصيل ذلك أنَّ أورنكزيب بعث كتابًا إلى ابنه أكبر، وتعمَّد أن يقع بأيدي الراجپوتيين، أثنى فيه على الشاهزاده وعلى خداعه للأعداء على ما رسمه له من قبل، وأمره باستدراجهم حتَّى يُحصرون بين قُوَّتيّ المُسلمين ليُبادوا عن آخرهم، فإذا بهؤلاء ينفرط عقدهم حين اطَّلعوا على الرسالة، وإذا بالشاهزاده الثائر يجد نفسه وحيدًا، ففرَّ إلى الدكن ومنها إلى الدولة الصفويَّة، وعاش بقيَّة أيَّامه في مدينة مشهد إلى أن أدركه الموت، فدُفن في حرم الإمام الرِّضا.
أمَّا سائر الأُمراء الراجپوت فلم يجدوا بُدًّا من التسليم والخُضُوع، حتَّى الرانا «جاي سينگه» الذي استشفع بالشاهزاده مُحمَّد مُعظَّم، فعفا عنه السُلطان وقرَّبه إليه، وأعطى له منصبًا في حاشيته، وأعفاه وقومه من جزية الرؤوس لقاء تنازله عن بعض حُصُونه للدولة. وهكذا انتهت فتنة الراجپوت سنة 1092هـ المُوافقة لسنة 1681م.

### حصار بيجافور
استنزفت حُرُوب أورنكزيب مع الأفغان والراجپوت موارد الدولة المغوليَّة وأموالها، وأتاحت لإمارات الدكن الهندوسيَّة والشيعيَّة أن تُثير الاضطرابات والمتاعب في وجهها من واقع اضطرار السُلطان إلى استدعاء قُوَّاته العسكريَّة من الدكن، ما أحدث فراغًا عسكريًّا ملأته هذه الإمارات بأعمالها العُدوانيَّة، وكان أهم ما استرعى انتباه السُلطان هو ثورة المراثيين، فقد أعلن أميرهم «سيواجي» العصيان مُستغلًا انشغال السلطنة بحُرُوبها، فطرد نائب أورنكزيب من كُنكان سنة 1081هـ المُوافقة لسنة 1670م واستولى على مدينة سورت، فبلغ ما انتهبه منها ما يزيد قيمته على سبع ملايين روپيَّة، وكان من أثر غاراته المُتكرِّرة على هذا الميناء المُهم أن كسدت التجارة فيه. كما غزا خاندش سنة 1082هـ المُوافقة لسنة 1671م، وراح يفرض على كُلِّ ناحيةٍ يغزوها ربع إيراداتها شرطًا منه ليُؤمِّن الناس، فإذا ما رفض سُكَّانها، سلبهم ونهبهم.

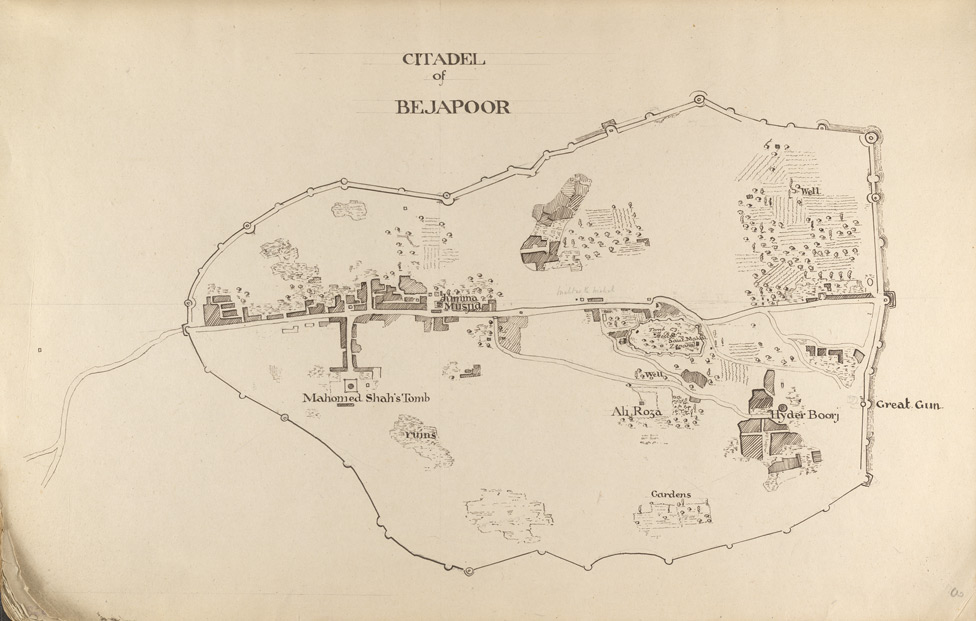
تخطيط حصن بيجافور.

وكانت الدولتان الشيعيَّتان العادلشاهيَّة والقُطبشاهيَّة في جنوب الهند تمُدَّان العصاة الهندوس بأموالٍ كثيرة اتقاء شرِّهم، فرأى أورنكزيب أن يُوجِّه جُهُوده كُلَّها إلى الاستيلاء على هاتين الدولتين، فيحرم بذلك المراثيين من موردٍ ماليّ مُهم ويقضي في الوقت نفسه على الحُكَّام الشيعة المُتشددين الذين كانت علاقتهم بالمغول مُضطربة عبر أغلب مراحل تاريخهم. أرسل أورنكزيب حملةً للقضاء على الدولة العادلشاهيَّة أولًا وضم أراضيها إلى السلطنة المغوليَّة، فبعث بابنه الشاهزاده مُحمَّد مُعظَّم سنة 1095هـ المُوافقة لسنة 1684م لحصار العاصمة بيجافور، إلَّا أنَّهُ لم يُحرز نجاحًا، فأردفه بمددٍ بقيادة «غازي الدين خان»، فالتقى بجنود بيجافور قُرب مدينة «إندي» وانتصر عليهم وزحف نحو العاصمة وحاصرها.

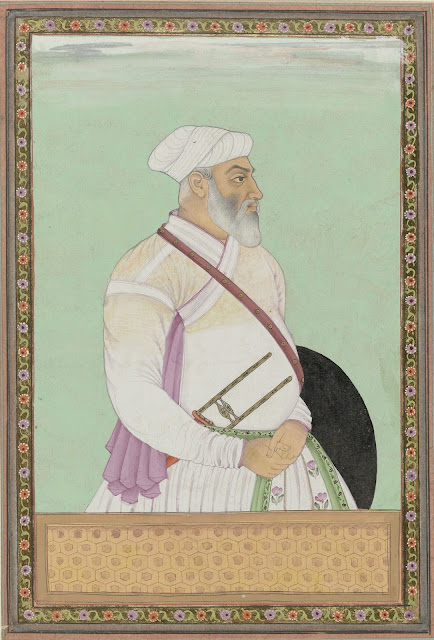
«دِلِر خان»، أحد قادة أعظم.

استمرَّ حصار حصن بيجافور خمسة عشر شهرًا تخلَّلته مُحاولات عقيمة من طرف صاحبه السُلطان إسكندر بن علي العادلشاهي، لالتماس المُساعدة من كُلٍ من أبي الحسن تاناشاه القُطبشاهي صاحب گُلكُندة، وسنبهاجي أمير المراثيين، بالإضافة إلى إقدام البيجافوريين على إتلاف المزروعات وحرق المحاصيل الزراعيَّة لحرمان المغول من الاستفادة منها، وقد عانى هؤلاء شُحًا شديدًا في الأقوات كاد يصرفهم عن هدفهم لولا إمداد السُلطان لهم بالمُؤن اللازمة. واستعان البيجافوريون بمدافع أضخم وأقوى من مدافع المغول، منها مدفعٌ شهير عُرف بـ«ملك الميدان» قيل بأنَّه أضخم آلة صُبَّت من البرونز، كان يُطلق قذائف قُطرها تسعة وستون سنتيمترًا، وقد أصابت إحدى قذائف البيجافوريين براميل بارودٍ للمغول، فانفجرت وقضت على قُرابة خمسمائة من الرجَّالة.
أرسل أورنكزيب حينذاك ابنه أعظمًا على رأس جيش يُقدِّرُ بخمسين ألف جُنديٍّ لزيادة الضغط والحصار على گُلكُندة، وأرفقه بأحد أُمراء الجيوش «روح الله خان». وصل أعظم إلى المدينة المذكورة في شهر آذار (مارس) 1685م، فاستولى بواسطة فرسانه السواري بقيادة «دِلِر خان» على عددٍ من المواقع الاستراتيجيَّة ونصب فيها مدافعه، وشرع يقصف أسوار بيجافور. نال الحصار الشديد أخيرًا من صمود البيجافوريين ومُقاومتهم، واضطرَّ السُلطان إسكندر إلى الاستسلام في شهر ذي القعدة 1096هـ المُوافق لشهر تشرين الأوَّل (أكتوبر) 1685م، ودخل أورنكزيب العاصمة في أوائل سنة 1097هـ المُوافقة لسنة 1686م، فهدم النُقُوش الهنديَّة التي كانت تُزيِّن القصر الملكي، كما دمَّر رجاله بدورهم عددًا من المُنشآت الفخمة الأُخرى، وأضحت بيجافور من أملاك المغول، وسقطت بسُقُوطها الدولة العادلشاهيَّة بعد أن عمَّرت قُرابة قرنين. وعامل السُلطان أورنكزيب نظيره إسكندر العادلشاهي مُعاملةً طيِّبة وسمح له بالإقامة في دولت آباد، ولكنَّهُ استدعاه بعد قليل إلى مُعسكره حيثُ أقام حتَّى وفاته.

## وفاة أورنكزيب ووصيَّته

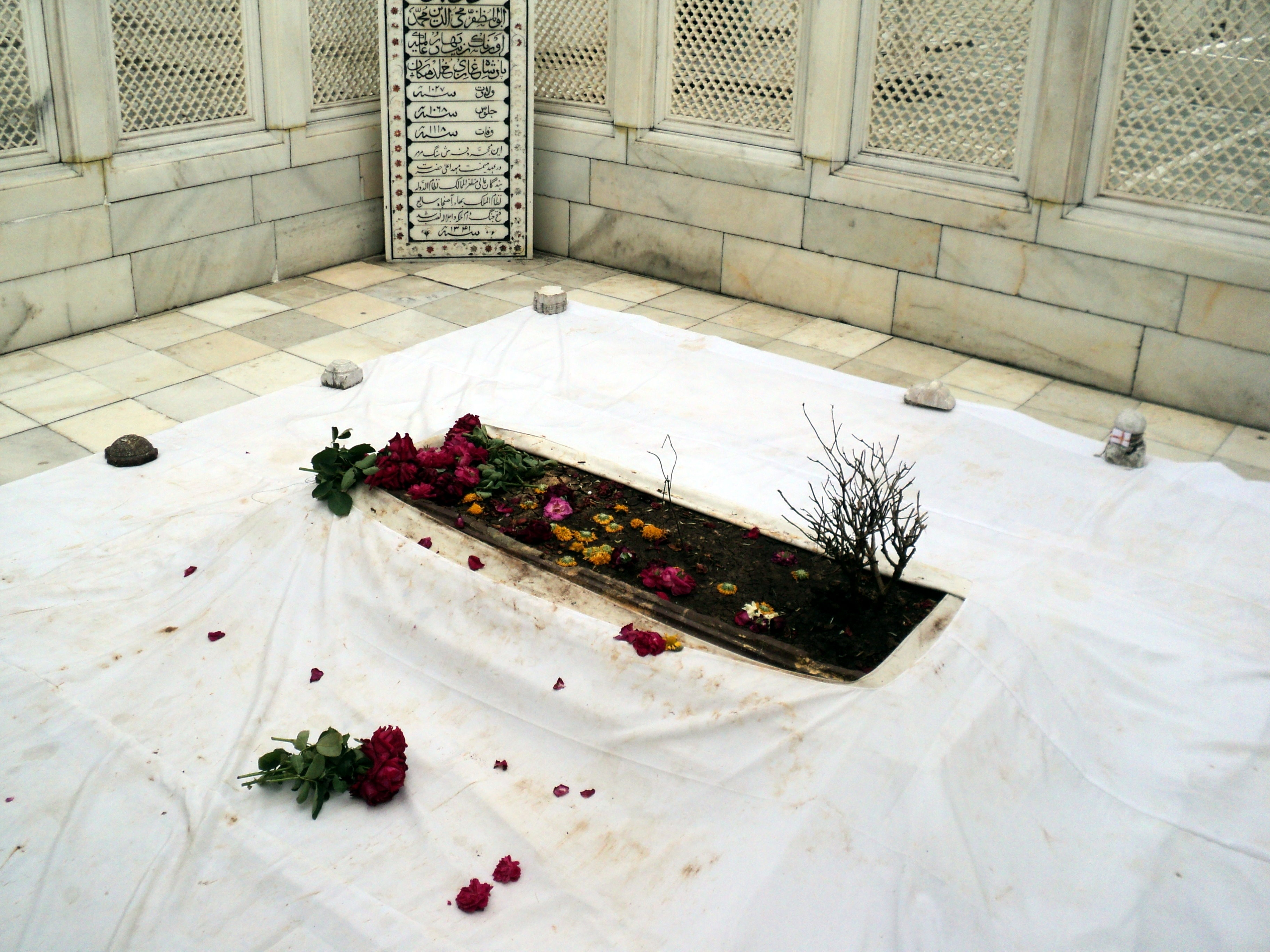
القبر البسيط لأورنكزيب كما بدا سنة 2013م. بقي القبر مكشوفًا دون أن تُبنى عليه قبَّة، كما أوصى السُلطان نفسه.

تمكَّن أورنكزيب من الانتصار على الشيعة وضمَّ الدولتين العادلشاهيَّة والقُطبشاهيَّة إلى مملكته، ثُمَّ تفرَّع للقضاء على ثورة المراثيين فأخمدها سنة 1101هـ المُوافقة لسنة 1690م، وقتل زعيمهم الأمير سمبهاجي، الذي خلف والده سيواجي. ثُمَّ رغب بمُتابعة فُتُوحاته حتَّى يُخضع إمارة ڤيايانگر، وهي آخر ما بقي من ممالك هنديَّة خارج سُلطان المغول، فيجعل جنوب الهند صوبةً من صوبات دولته على غرار البنغال أو الپُنجاب، فقضى ما تبقَّى من عُمره مُقيمًا، في الغالب، هُناك مُحاولًا تحقيق هذا الهدف، لكن لم يُكتب له أن يُحقِّق هدفه على الوجه الذي ابتغاه. ذلك أنَّ قادة جُيُوشه لم يكونوا من طراز أولئك الرجال الأشدَّاء الجلودين الذين ساروا مع جدِّه الأكبر بابُر ففتح بهم الهندُستان وكسر بهم شوكة الراجپوتيين، إذ كان كُل واحدٍ منهم يحرص أشد الحرص وهو في حملات الدكن على توفير أسباب الرفاهيَّة والأُبَّهة لنفسه على أكمل وجه وكأنَّهُ لا يزال يُقيم بالعاصمة في قصره ومن حوله نسائه وجواريه. كما كان الراجپوتيُّون بدورهم قد تخلُّوا عنه، وهم الذين طالما عاونوا آبائه في حُرُوبهم من قبل. نتيجة هذا الواقع وبسبب كبر سنِّه وكثرة علله، سار أورنكزيب إلى أحمد نگر سنة 1117هـ المُوافقة لسنة 1705م، ليستريح وجُنده ويستجمعوا قواهم قبل المضيّ قدمًا.
لم تنقضِ سنة على أورنكزيب بأحمد نگر حتَّى بلغ به المرض والشيخوخة مبلغه، فأيقن بدُنُوّ أجله، وسارع في تفريق أبنائه في أنحاء الدولة مخافة أن يقع بينهم ما وقع بينه وبين إخوته من قبل من تطاحُنٍ وفتن أواخر عهد أبيه شاهجهان، فبعث بأعظم إلى بيجافور وبمُحمَّد كامبخش إلى مالوة، كما يظهر أنَّ أورنكزيب احتاط حين فرَّق أبنائه من تآمرهم عليه في أواخر حياته وهو في هذه الحالة من الضعف، فيلقى على أيديهم ما لقيه والده شاهجهان من مصير. ولمَّا اشتدَّ عليه المرض أوصى رجاله بأن تُقام له جنازة بسيطة بعد وفاته، وأن يُسرعوا بدفنه في أقرب مقبرة للمُسلمين، ولا يزيدوا في ثمن كفنه عن خمس روپيَّات، كان قد كسبها من صنع الطواقي وبيعها، وأن يتصدَّقوا على الفُقراء بثلاثمائة روپيَّة، كانت كُل ما يملكه من نسخه القُرآن وبيعه النسخ. وفي يوم الجُمُعة 28 ذي القعدة 1118هـ المُوافق 20 شُباط (فبراير) 1707م تُوفي أورنكزيب وقد قارب التسعين، فووري التُراب في مقبرةٍ تبعد أربعة أميال عن دولت آباد، وقبره بسيطٌ مكشوف لا يُقارن بقُبُور أجداده من حيث العظمة والفخامة.
ترك السُلطان المُتوفَّى وصيَّةً تتضمَّن تعليمات دفنه المذكورة سلفًا، وتقسيم الدولة بين أولاده الثلاثة، وقد وجد حميد الدين خان رئيس القصر هذه الوصيَّة تحت وسادة السُلطان، وتقضي القسمة بتعيين مُعظَّم وليًّا للعهد وخلفًا له، وإزاحة أعظم منها وتعويضه بحُكم مالوة والگُجرات وشماليّ الدكن ودلهي، ويتولَّى كامبخش حكم بيجافور وحيدر آباد وآغرة، على أن يعترفا بحق أخيهما مُعظَّم بولاية العرش، وذلك حتَّى يظل الحُكم مُتماسكًا. ولكنَّ الأخوين لم يقنعا بنصيبهما وتطلَّعا إلى اعتلاء العرش.

## سلطنته

### تربُّعه على العرش

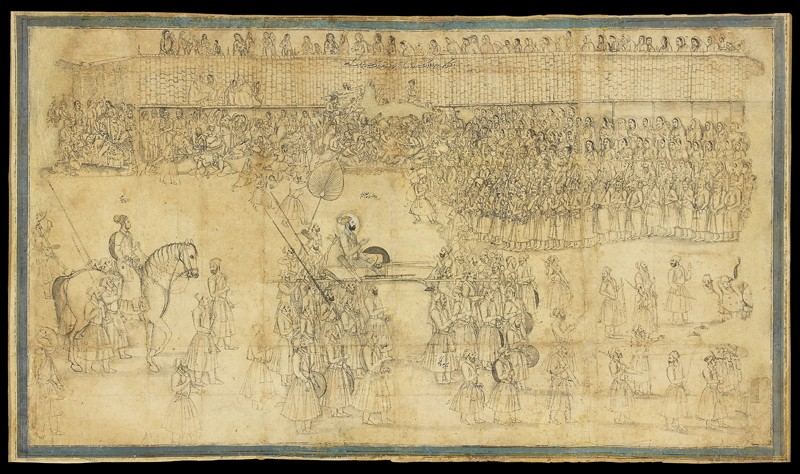
مُنمنمة غير مُكتملة تُصوِّر دُخُول أعظم إلى أحمد نگر.

عندما تُوفي أورنكزيب أخبر أمير الأُمراء «أسد خان» كافَّة الأعيان بذلك، وأرسل رسالةً مُشتركةً مع زينة النساء بيگم، ابنة السُلطان الفقيد، إلى أعظم يُخبرانه فيها بوفاة والده ويدعوانه للحُضُور فورًا، فلبَّى الدعوة. والحقيقة أنَّ أعظم كان قد ماطل في السفر إلى مالوة، وعسكر جوار أحمد نگر تحسبًا لما سيحصل إن مات والده، فيكون هو الأسرع في التربُّع على العرش، فعاود الدُخُول للمدينة وشيَّع والده إلى مثواه الأخير قُرب دولت آباد كما ذُكر.
أعلن أعظم تولِّيه العرش المغولي خلفًا لوالده بعد انتهاء مراسم الدفن، وذلك في 10 ذي الحجَّة 1117هـ المُوافق 4 نيسان (أبريل) 1707م، وخطب له الشيخ عبد الخالق على المنبر باسم «أبي الفيض قُطب الدين مُحمَّد أعظمشاه غازي»، وسط انقسامٍ واضحٍ في صُفُوف الأُمراء. فقد راوغ الأمير غازي الدين فيروز خان جُنگ، صوبدار بيرار، وابنه چين قلج خان لتجنُّب الاشتراك في احتفالات التنصيب، في حين أنَّ مُحمَّد أمين خان، عم فيروز جُنگ، والذي هجر الشاهزاده كامبخش ورافق أعظم، عاد وانفصل عنه مُتجهًا ناحية الدكن، الأمر الذي أغضب السُلطان الجديد.

### صراع الإخوة
كان الشاهزاده مُحمَّد كامبخش في طريقه إلى بيجافور عندما تُوفي والده، وعلى رأس قُوَّاته مُحمَّد أمين خان سالف الذكر، وعندما علم بوفاة والده، وكان قد وصل إلى «بَرَندة» الواقعة على بُعد خمسةٍ وسبعين ميلًا جنوب شرقي أحمد نگر، انفضَّ عنه مُعظم قادته وعادوا إلى أحمد نگر من دون إذنه لينضمُّوا إلى أعظم. عندئذٍ عزم كامبخش على أن يلحق بأخيه وينضم إليه، لكنَّ بقيَّة قادته الذين استمرُّوا على ولائهم له رفضوا ذلك، فلم يتدخَّل أعظم في شؤون أخيه الذي استقلَّ بإقطاعه وأعلن نفسه سُلطانًا في بيجافور، وضرب النُقُود باسمه، كما عيَّن «أحسن خان» أميرًا لجيشه و«تقرُّب خان» صدرًا أعظمًا، وعقد العزم على ضم كلبركة و«وَكِنْخِيرَة» إلى دولته.
كان مُحمَّد مُعظَّم حينذاك في قلعة جمرود، الواقعة على بُعد اثني عشر ميلًا غربيّ پيشاور، عندما علم بوفاة والده، فقرَّر الذهاب إلى آغرة لاستلام السُلطة، وبدءًا من 19 مُحرَّم 1119هـ المُوافق 22 آذار (مارس) 1707م، جرى سباقٌ محموم بينه وبين أخيه أعظم، كُلٌ يُريد الوصول إلى العاصمة قبل الآخر للسيطرة عليها واعتلاء العرش. ففي 28 مُحرَّم المُوافق 31 آذار (مارس) وصل مُعظَّم إلى پيشاور بصُحبة ولديه، رفيع القدر وأختر جهانشاه، وعندما وصل إلى «بُلهي شاه دولة»، الواقعة على بُعد اثنيّ عشر ميلًا شمالي لاهور، احتفل باعتلائه العرش واتَّخذ لقب «بهادُرشاه»، وهو اللقب الذي كان والده قد منحه إيَّاه وعُرف به، ثُمَّ عبر نهر راوي فوق جسر في 1 صفر المُوافق 4 أيَّار (مايو)، ودخل لاهور، وانضمَّ إليه فيها ابنه عزّ الدين قادمًا من المُلتان، ثُمَّ غادر لاهور في اليوم التالي ووصل إلى دلهي في 29 صفر المُوافق 1 حُزيران (يونيو). وحدث أن غادر أعظمشاه بُرهانفور في 22 مُحرَّم 1119هـ المُوافق 25 نيسان (أبريل) 1707م في طريقه إلى آغرة، وحتَّى يُسرع في الوُصول إليها سلك طريقًا مُختصرة لكن مليئة بالعقبات، تخترق «بندهار» عبر ممر «تومري» في منطقة بوبال، وتعرَّض أثناء زحفه لثلاث مُشكلات:
1. انسحاب مُحمَّد أمين خان بقُوَّاته، حيثُ عاد إلى بُرهانفور، الأمر الذي أغضب أعظم. ويبدو أنَّ سبب الانسحاب مردُّه إلى ميل أمين خان إلى الشيعة حيث أنَّه سلَّمهم خطبة الجُمُعة، لكن من الصعب تفسير تصرُّف هذا القائد، والراجح أنَّهُ كان يُداهن لتحقيق مكاسب شخصيَّة.
2. عانى جيش أعظمشاه من قلَّة المياه ومن الحرارة المُرتفعة.
3. تعرَّض لهُجُوم القبائل واللُّصوص وقُطَّاع الطُرُق، الأمر الذي أنهك قواه، دون أن يتلقَّ حتَّى هذه اللحظة أي أنباء عن تحرُّك أخيه مُعظَّم.

وخرج أعظمشاه من «سيرُنجي» إلى قاليور، وعندما وصل إلى «سراي إماك»، الواقعة على بُعد خمسة عشر ميلًا، تلقَّى رسالةً من ابنه بيداربخت عن تحرُّك الشاهزاده عظيم الشأن ابن مُعظَّم باتجاه آغرة ومُحاولته السيطرة على المخاضة التي سيعبر منها الجيش على نهر چمبل، على بُعد أربعين ميلًا جنوبيّ آغرة، والواقع أنَّ عظيم الشأن أرسل قُوَّةً عسكريَّةً قوامها سبعة آلاف مُقاتل وعددًا من المدفعيَّة بقيادة «مُحتشم خان»، نجح في السيطرة على المخاضة وأمَّن عُبُور الجيش إلى آغرة. وحاصر جيش مُعظَّم المدينة، وجرت اشتباكات محدودة مع حاميتها بقيادة «مُختار خان» الذي سُرعان ما استسلم بعد أن شعر بعجزه، وانضمَّ إلى جيش مُعظَّم الذي دخل المدينة مع أولاده الثلاثة وسيطر عليها.
أرسل مُعظَّم، أثناء مُغادرته دلهي في طريقه إلى آغرة، رسالةً إلى أخيه أعظمشاه يُذكِّره بأنَّ والده قسَّم أراضي الدولة بين أبنائه الثلاثة، وأعطاه صوبات الدكن الأربع، فإذا كانت حصَّته لا تكفيه فإنَّهُ مُستعدٌ لزيادتها حتَّى يرضى، وعرض عليه منحه الگُجرات وأجمير بدلًا من الحرب بينهما، ولكنَّ أعظمشاه كان جريئًا فظًّا مع أخيه، يحقد عليه حقدًا كبيرًا، فرفض وقال مُتهكِّمًا: «كَأنَّ هَذا الأَبلَه لَم يَقرأ قول سَعدِي الشِيرَازي الصُّوفي في الگُلِسْتَان: إنَّ غطَاءً وَاحدًا يتَّسع لِعَشرَةٍ من الفُقَرَاء، ولكنَّ مُلكًا واسعًا لا يَكفِي مَلِكَين». وكتب إلى مُعظَّم يقول: «نَصيبُنَا مِن المُلك يمتدُّ من أرضِ الدَّارِ حتَّى سَقفِهَا، أمَّا نَصيبك فَيَمتَد مِنَ السَّقفِ إلى قِبَّة السَّمَاء». وإذا كانت العلاقة بين الأخوين على هذا الشكل من الحقد والتنافر، كان لا بُدَّ من الحرب لتقرير المُستقبل السياسي لكُلٍ منهما.

### واقعة ججاؤ ونهاية أعظمشاه

#### الاستعدادات

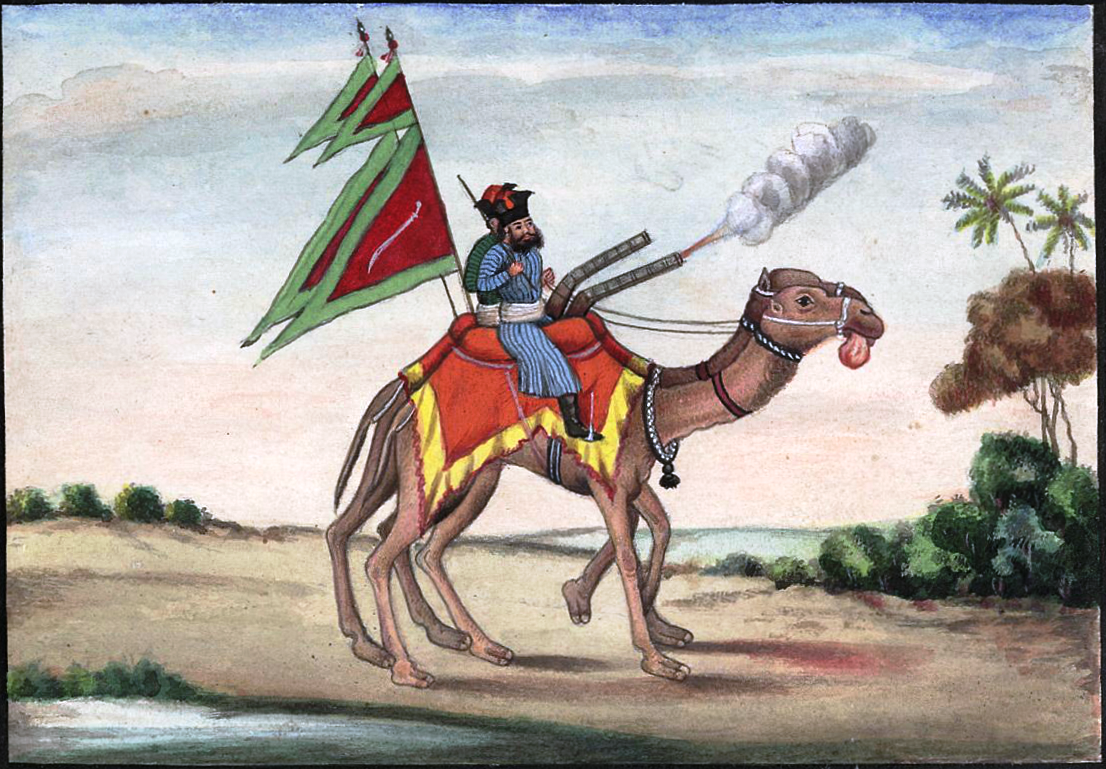
مثالٌ عن الزنبورك الذي استُخدم في جيش أعظمشاه.

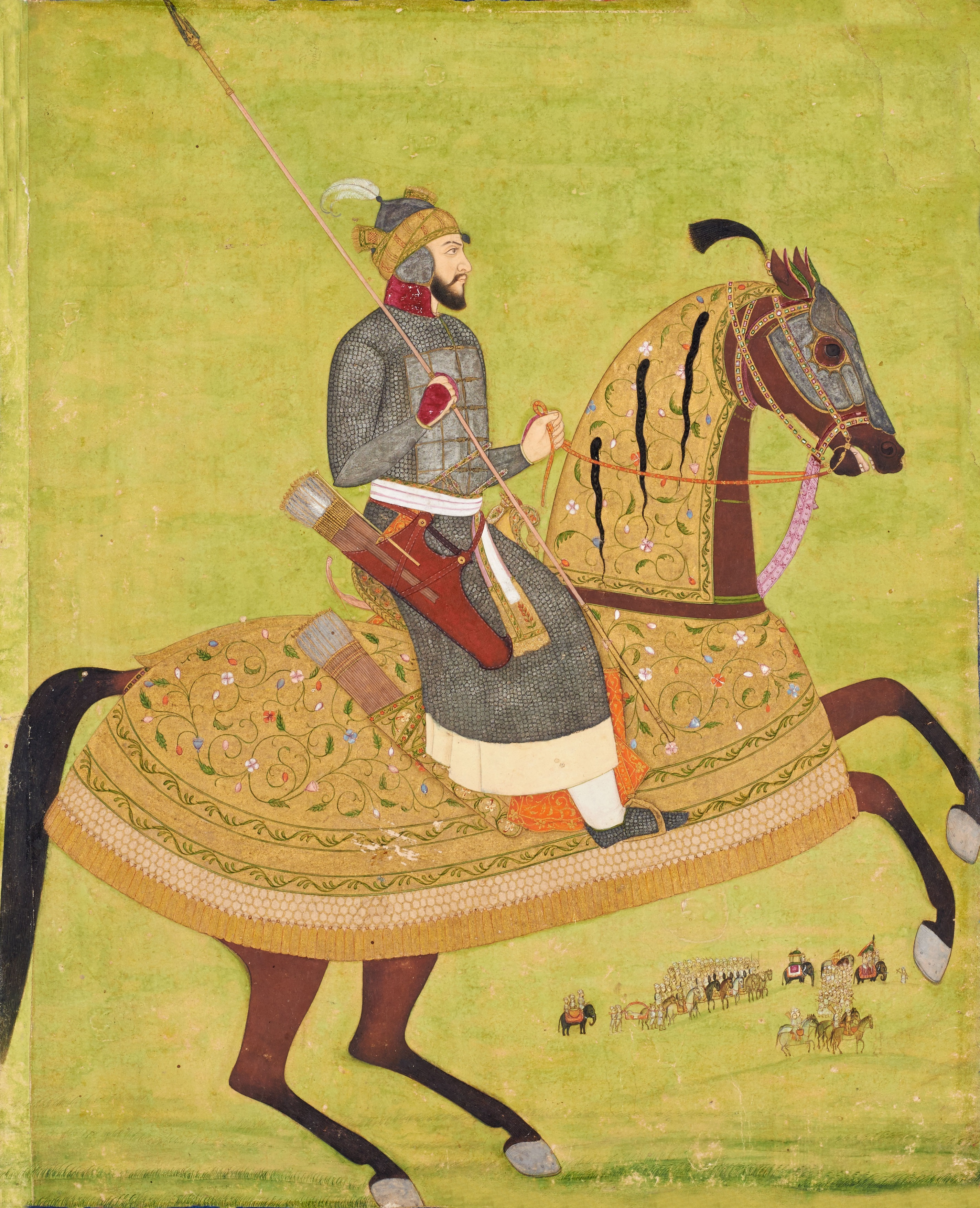
أعظمشاه يمتطي حصانه مُرتديًا كامل درعه.

قرَّر مُعظَّم أن يصطدم بأخيه عند «دهلبور» الواقعة على بُعد أربعةٍ وثلاثين ميلًا جنوبيّ آغرة، فخرج من المدينة على رأس جيشٍ كبير يُقدَّر بمائةٍ وسبعين ألف فارس ومائةٍ وخمسةٍ وتسعين ألف راجل، وعسكر في قرية «ججاؤ»، على بُعد خمسة عشر ميلًا جنوبي آغرة، وأرسل ابنه الشاهزاده عظيم الشأن ليُسيطر على جميع الحُصُون الواقعة عند نهر چمبل، لمُراقبة تحرُّكات السُلطان أعظمشاه والحيلولة دون عُبُوره. وعندما علم أعظم بذلك، ترك أحماله الثقيلة وخزائنه وبعض أُمراء أُسرته في حصن قاليور، وخفَّ مُسرعًا للقاء أخيه. فتمكَّن من عُبور نهر چمبل، رُغم سيطرة عظيم الشأن على حُصُونه كما أُسلف، من مخاضة «كَمثَرَى»، الواقعة على بُعد ستَّة أميال جنوبي دهلبور، وعسكر في مُواجهة أخيه، دون أن يرى الجيشان بعضهما.
عيَّن أعظمشاه ولده بيداربخت قائدًا لطليعة الجيش، وتحت إمرته خمسةٍ وستين ألف فارس وأربعين ألف راجل، يُعاونه أخوه «إسكندرشان» وعددٌ من زُعماء الراجپوت. قُسِّم الجيش لأربعة شُعب يقود الشُعبة الأولى بيداربخت، والثانية السُلطان أعظمشاه نفسه، والثالثة والرابعة ابناه الآخران: علي طبر وإسكندرشان. ولم يمتلك هذا الجيش مدافع ثقيلة أو مهاريس، وإنَّما امتلك زنبوركات، وهي المدافع الصغيرة التي تُنصب على ظُهُور الجمال والأفيال. وقيل بأنَّ أعظمشاه كان يرى بأنَّ «قتال المدافع لُعبةٌ يتسلَّى بها الغلمان، أمَّا قتال الرجال فلا يكون إلَّا بحد السيف». قيل أيضًا أنَّ مُعظَّم استشار مُنجميه حول أيُّ الأيَّام أفضل ليُقاتل أخيه، فأشاروا عليه أن يفعل يوم 20 ربيع الأوَّل المُوافق 20 حُزيران (يونيو).

#### الاقتتال
صودف أن توجَّه الشاهزاده بيداربخت وجمعٌ من رجاله إلى قرية ججاؤ لملء مخزون الجيش من المياه يوم 20 ربيع الأوَّل المُوافق 20 حُزيران (يونيو)، أي نفس اليوم الذي ذكره المُنجِّمين، فوجدوا نبعًا يُغذيها، فأرسل بيداربخت أحد قادته، وهو «إرادت خان» ليُعلم السُلطان أعظمشاه، فأسرع هذا إلى المُعسكر السُلطاني تنفيذًا للأمر، فوقع على خيام مُعسكر مُعظَّم ورأى راياته تخفق، فعاد أدراجه وأخبر بيداربخت بما شاهده. أمر بيداربخت فورًا قائدا قلب الجيش، وهُما «خان عالم الدَّخوِني» و«مُنوَّر خان»، أن يُهاجما مُعسكر عمِّه مُعظَّم ويأخذاه على حين غرَّة، فانقضا عليه ليتبيَّن أنَّ صاحب المُعسكر ليس مُعظَّم وإنَّما ابنه عظيم الشأن، الذي حاول مُقاومة الهُجُوم بخمسمائة فيلٍ من أفياله، لكنَّهُ فشل، فقُتل عددٌ من رجاله ونُهب مُعسكره وأُحرقت خيامه.
أرسل عظيم الشأن إلى والده مُعظَّم يطلب المدد لعدم قُدرته على التصدِّي لقُوَّات أعظمشاه مُنفردًا، فأرسل إليه خمسين ألف فارس بقيادة ابنه الآخر مُعز الدين والقائد مُنعم خان. علم أعظمشاه بتقدُّم هذه القُوَّات عن طريق إرادت خان، فأعلن أنَّه سيتقدَّم ليُنقذ ولده بيداربخت ويدعمه بنفسه، رُغم نصيحة الصدر الأعظم ذو الفقار خان ألَّا يفعل، وأن ينتظر حتَّى اليوم التالي فيشن هُجومًا عامًا على العدو، لكنَّ أعظمشاه لم يُصغِ له.
حاول بيداربخت تنظيم جُنُوده للتصدِّي لهُجُوم قُوَّات مُعظَّم، لكنَّ مُعظمهم كانوا مُشتتين ومُشتغلين بسلب ونهب مُعسكر العدو، فلم يُدركوا هول واقعهم إلَّا حينما انهالت عليهم سهام عظيم الشأن وقذائفه، فانقضَّ حينها «خان عالم الدَّخوِني» على قُوَّات مُعظَّم بثلاثمائة جُندي، ورمى عظيم الشأن الجالس في هودج فيله بحربةٍ يُريد قتله، لكنه أخطأه وأصاب حاجبه جلال خان بدلًا منه، دون أن يقتله. ولمَّا حاول خان عالم القفز على هودج عظيم الشأن، عاجله جلال خان بسهمٍ فأراده قتيلًا، ثُمَّ رمى مُنوَّر خان بسهمٍ آخر فقتله أيضًا، وامتطى فيلًا وهاجم رجال الأخير، ففرُّوا ناجين بحياتهم. كشف هذا الهُجُوم جناح الشاهزاده «إسكندرشان»، ولم يستطع قائده «أمان الله خان» الموكل بقيادة جناحٍ آخر، أن يمدَّ له يد العون، فقد أُصيب فيله بسهمٍ مُشتعل، فاحترق ما عليه من قماشٍ، وهاج ثُمَّ فرَّ هاربًا، ممَّا أدَّى إلى انسحاب جُنُوده بعدما ظنُّوا أنَّ قائدهم قُتل، الأمر الذي أدَّى بـ«إسكندرشان» أن ينسحب في الميدان فاقدًا الأمل في الحُصُول على أي دعم.
انقضَّ زُعماء الراجپوت المُوالين لمُعظَّم على ما تبقَّى من جيش أعظمشاه بعد ما سلف، فهاجموا الصدر الأعظم ذو الفقار خان الذي قاتلهم قتالًا مُستميتًا، لكنَّهُ أُصيب بجراحٍ في رجله، ثُمَّ هاجمه سائر جُند عظيم الشأن، ففرَّ من أمامهم، ولحق به قائد ميسرة بيداربخت، المهراجا «جَي سينگه الكچھواهئي» (بالهندية: जय सिंह द्वितीय) المُلقَّب «سوائي»، مما ترك السُلطان وأبنائه وقلَّة من قادتهم وجُندهم في مُواجهة مُعظَّم، ولم يلبث أن دارت الدائرة عليهم، فقُتل كُلٌ من علي طبر وبيداربخت.

#### مصرع أعظمشاه ودفنه

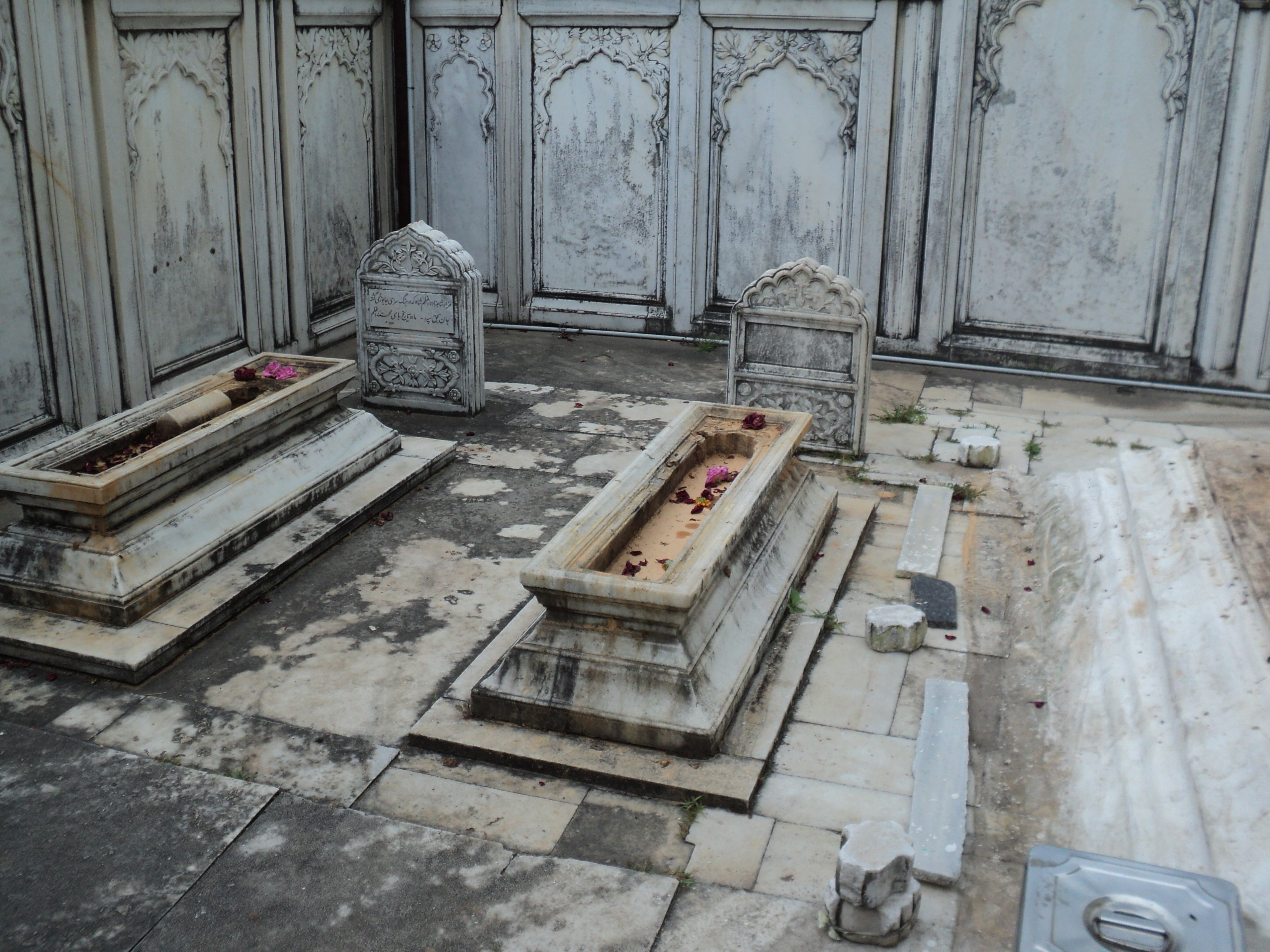
قبر أعظمشاه وإحدى زوجاته.

هاجم أعظمشاه جيش أخيه مُعظَّم بنفسه مُمتطيًا فيله، فقُتل وأُلحق بابنيه. ووفق شهادة مُؤرِّخ البلاط المغولي «كمراج» في مُؤلَّفه المُعنون «إبراتنامه»، فإنَّ أعظم أُصيب بعدَّة أسهمٍ خلال هُجُومه، لكنَّهُ لم يعبأ بجُرُوحه وتابع تقدُّمه، إلى أن خرَّ صريعًا بعدما أُصيب برصاصةٍ في جبهته، أطلقها عليه عيسى خان المنجي، والأخير كان زميندار قرية «لاخي جنگل» في صوبة لاهور، ومن رجال الشاهزاده مُعز الدين بن مُعظَّم. أمَّا المصادر السيخيَّة فتقول أنَّ أعظمًا قُتل بسهمٍ رماه به زعيمهم گورو گوبند سينگه.
أرسل مُعظَّم رجالًا للبحث عن جُثَّة أخيه السُلطان واستردادها، ما أن علم بمقتله. فهوجم هؤلاء من طرف الشاهزاده «إسكندرشان»، الذي خرَّ ميتًا أثناء قتالهم. وما أن عثروا على السُلطان القتيل حتَّى أقدم أحد القادة، المدعو «رُستم دِل خان»، على قطع رأسه، ثُمَّ امتطى فيله وحمله إلى مُعظَّم مُفاخرًا. لكنَّ مُعظَّم ما أن رأى رأس أخيه حتَّى استاء استياءً كبيرًا، ووبَّخ رُستم دِل خان توبيخًا شديدًا على فعلته. ثُمَّ أمر بجُثمان ابن أخيه علي طبر، فأُحضر على ظهر فيل، كما أُحضرت زوجة أعظمشاه على ظهر فيلٍ آخر، فأمَّنها مُعظَّم على حياتها وأحاطها بالتوقير والتكريم. أُرسلت جثامين أعظمشاه وأبنائه الثلاثة إلى خُلد آباد حيثُ ووروا الثرى في دركاه الشيخ زين الدين الشيرازي، وقيل بل أُرسلوا إلى دلهي ودُفنوا في مقبرة هُمايون.

## مآثر أعظمشاه
اشتُهر أعظمشاه بحُسن سيرته ولباقته وحكمته وشهامته في شبابه. فقرَّبه والده أورنكزيب إليه ولازمه، وكان يستمتع بصُحبته ومُحادثته في شؤون العلم والسياسة والاجتماع، حتَّى كانت علاقتهما أشبه بعلاقة خليلين منها علاقة أبٍ بابنه، حتَّى أنَّ أورنكزيب كان دائم الخشية من أن يخسر أعظم أو يُفارقه، بل اعتقد أنَّ مثل هذه المحبَّة لا يُمكن أن تدوم، بل شأنها الزوال إمَّا حسدًا أو طمعًا، فكان يقول: «الفِرَاقُ حتميٌّ بين هَذَين الخَلِيلَين»، يعني بينه وبين ولده.
لم يحظَ أعظمشاه بدعم عُلماء الهند من أهل الحركة المُجدديَّة كما كان الحال مع والده أورنكزيب، بل كان ذلك الشرف من نصيب أخيه اللاشقيق مُعظَّم، الذي حظي بتأييد زعيم الحركة الخواجة مُحمَّد الزُبير، الذي كان دائم الدُعاء له ويُؤيِّده في مُحاولته للاستيلاء على العرش، على اعتبار أنَّ مُعظَّم كان في شبابه من الصالحين ومن عُلماء الحديث، وقيل أنه كان يحفظ اثني عشر ألف حديثٍ عن ظهر قلب بالمُناسبات التي وردت فيها هذه الأحاديث. فكان لهذا التأييد أثرٌ بالغ في نجاح مُعظَّم وانتصاره على أخويه، وفشل أعظم.

## زوجاته وأولاده

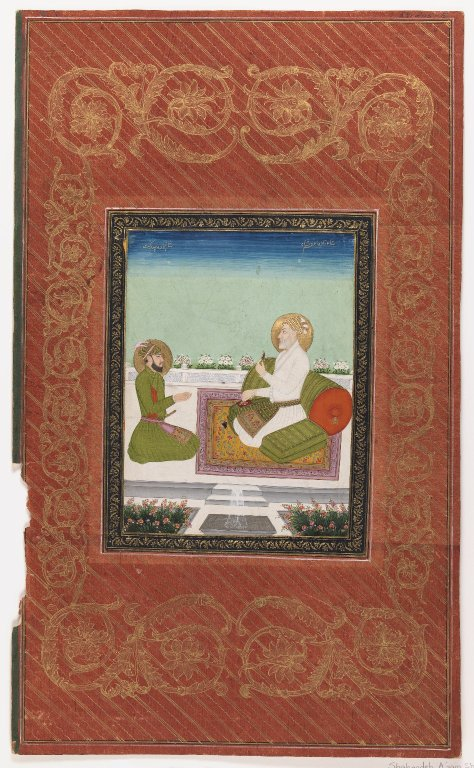
أعظمشاه وابنه بيداربخت.

تزوَّج أعظمشاه من ثلاث نساء خِلال حياته وأنجب منهُنَّ عدَّة أبناء وبنات، أمَّا زوجاته وأولاده، فهم:
- رحمة بانو بیگم: أولى زوجات أعظمشاه. اسمها الأصلي رماني گبْهَرُه (بالأسامية: ৰমণী গাভৰু)، وهي ابنة «سُتمَلا» ملك آسام. أُخذت صغيرةً لتعيش في البلاط المغولي بعدما فتح القائد مير جمله بلاد آسام خلال عهد أورنكزيب، وقبل والدها أن يُرسلها تعويضًا للمغول.[la 47] اعتنقت الإسلام في وقتٍ لاحق وسُميت «رحمة بانو بیگم».[la 48] زُوِّجت لأعظم بعد خمس سنواتٍ من إسلامها، يوم 2 ذي الحجَّة 1078هـ المُوافق 13 أيَّار (مايو) 1668م.[la 49][la 50][la 51] توفيت شابَّة في السابعة والعشرين من عُمرها، سنة 1684م.
- جهانزيب بانو بيگم: ابنة الشاهزاده داراشُكوه شقيق السُلطان أورنكزيب، أي هي ابنة عم أعظمشاه. تزوَّجها يوم 1 شعبان 1079هـ المُوافق 3 كانون الثاني (يناير) 1669م.[la 52] كانت أحب زوجات أعظمشاه إلى قلبه، فكان يأنس بها ويُسر إليها، وبادلته حبًا بحُب.[la 53] أنجبت لزوجها ابنه البكر مُحمَّد بيداربخت، إلى جانب ابنين آخرين وابنة: مُحمَّد جوانبخت وإسكندرشان ونجيب النساء بيگم. تُوفيت سنة 1705م، فحزن عليها أعظم حُزنًا شديدًا، حتَّى قيل أنَّ الدُنيا اسودَّت في عينيه من بعدها، وظلَّ مريرًا طيلة حياته لفراقها.[la 53]
- شهر بانو بيگم: ابنة السُلطان علي بن مُحمَّد العادلشاهي. خطبها أورنكزيب لابنه في سبيل الحفاظ على العلاقات الوديَّة بين المملكتين الإسلاميتين، وتزوَّجا يوم 11 رجب 1092هـ المُوافق 26 تمُّوز (يوليو) 1681م.[la 54]

كذلك كان من المُقرِّر أن يتزوَّج أعظم بـ«دُخت رحمة بانو»، ابنة شايسته خان، لكن لم يُكتب لهذا الزواج أن يتم، إذ توفيت المذكورة فجأةً في مدينة دكَّا سنة 1684م، فبنى لها مزارًا في حصن لالباغ. أمَّا سائر أبناء وبنات أورنكزيب فهم: «ولاءجاه» و«زيهجاه» و«ولاءشان» و«گتي آرا بيگم» و«عفَّت آرا بيگم».

## حواشٍ
1. ↑  لم يُذكر التاريخ الدقيق كاملًا وفق التقويم الهجري في المراجع المُستخدمة في هذه المقالة، وإنَّما حُدِّد باستخدام مُحوِّل التاريخ في موقع «نداء الإيمان» نظرًا لأنَّ تاريخ ميلاد صاحب الترجمة وفق التقويم الميلادي ذُكر كاملًا. ذُكرت هذه المعلومة في هذه الحاشية لإتمام الفائدة.
2. ↑  «الصوبدار» هو لقب حاكم «الصوبة» في دولة مغول الهند. والصوبة يُقابلها الإقليم والولاية والمُقاطعة والمُحافظة، فهو حاكم الولاية، أي يُقابل منصب الوالي في باقي الدُول الإسلاميَّة.[4][5] المُصطلح فارسيّ الأصل، وقد عُرف في عددٍ من الدول الإسلاميَّة التي قامت في الهند، وعلى رأسها: السلطنة المملوكيَّة والدولة الخلجيَّة والدولة التغلقيَّة والدولة المغوليَّة.[la 16]
3. ↑  «الزَمِيْنْدَار» أو «الزَمِيْنْ دَار» هو لقب الإقطاعي في دولة مغول الهند، والكلمةٌ فارسيَّة تعني «صاحب الأرض» أو «الملَّاك» وتُترجم إلى «الإقطاعي».[26]

### فهرست المراجع
بِاللُغتين العربيَّة والفارسيَّة
1. ↑  حسنين (1982)، ص. 406.
2. ↑  الساداتي (1959)، ص. 242-244.
3. 1 2 3  طقوش (2007)، ص. 325-226.
4. ↑  الكيرواني (1989)، ص. 684.
5. ↑  دفتري (2016)، ص. 149.
6. 1 2 3  طقوش (2007)، ص. 304.
7. 1 2  النمر (1981)، ص. 347.
8. ↑  الساداتي (1959)، ص. 225.
9. 1 2 3  النمر (1981)، ص. 348.
10. 1 2 3 4  الساداتي (1959)، ص. 226-227.
11. 1 2 3  طقوش (2007)، ص. 305.
12. ↑  نیکبخت (1400).
13. ↑  الساداتي (1959)، ص. 228-229.
14. ↑  طقوش (2007)، ص. 312-313.
15. ↑  الساداتي (1959)، ص. 235.
16. 1 2  الساداتي (1959)، ص. 237-238.
17. ↑  الساداتي (1959)، ص. 241.
18. 1 2 3 4  الساداتي (1959)، ص. 242-244.
19. ↑  طقوش (2007)، ص. 325.
20. ↑  مستعد خان (1877)، ص. 161.
21. 1 2  طقوش (2007)، ص. 326.
22. ↑  طقوش (2007)، ص. 327.
23. ↑  النمر (1981)، ص. 291.
24. 1 2 3 4  طقوش (2007)، ص. 328.
25. ↑  الأفغاني (2015)، ص. 23.
26. ↑  كسرائي (2014)، ص. 270.
27. ↑  غازي (2009)، ص. 229-230.

بلُغاتٍ أجنبية
1. ↑  Garg (2018), p. VIII.
2. ↑  Sarkar (1917), p. 27.
3. ↑  Sarkar (1912), p. 71.
4. ↑  Eraly (2007), p. 147.
5. ↑  Chandra (2002), p. 50.
6. ↑  Koch (1997), p. 104.
7. ↑  Nath (1990), p. 148.
8. ↑  Krieger-Krynicki (2005), p. 1, 84, 92.
9. ↑  Sarkar (1912), p. 58–61.
10. ↑  Krieger-Krynicki (2005), p. 3.
11. ↑  Krieger-Krynicki (2005), p. 84.
12. ↑  Eraly (2000), p. 424.
13. ↑  Sarkar (1916), p. 54.
14. ↑  Sarkar (1933), p. 43.
15. ↑  Krieger-Krynicki (2005), p. 102.
16. ↑  Whitworth (1981), p. 301.
17. 1 2  Karim (2012).
18. 1 2 3  Manucci (1907), p. 24-25.
19. ↑  Lal (1988), p. 287.
20. ↑  Manucci (1907), p. 130-135.
21. ↑  Chisholm (1911), p. 927.
22. ↑  Roy (2011), p. 37.
23. ↑  Irvine (1904), p. 5-6.
24. ↑  Eraly (2000), p. 510–513.
25. ↑  Irvine (1904), p. 11-15.
26. ↑  Sharma (1989), p. 385.
27. ↑  Irvine (1904), p. 50-51.
28. ↑  Irvine (1904), p. 18-21.
29. ↑  Irvine (1904), p. 15-17.
30. ↑  Irvine (1904), p. 21-22.
31. 1 2  Khafi Khan (2006), p. 587.
32. ↑  Irvine (1904), p. 22.
33. 1 2  Irvine (1904), p. 23.
34. 1 2  Irvine (1904), p. 24.
35. 1 2  Khafi Khan (2006), p. 589.
36. 1 2  Irvine (1904), p. 28.
37. 1 2  Irvine (1904), p. 29.
38. ↑  Irvine (1904), p. 30.
39. ↑  Commissariat (1957), p. 215.
40. ↑  Irvine (1904), p. 33.
41. ↑  Gandhi (2004), p. 324.
42. 1 2  Irvine (1904), p. 34.
43. ↑  Archaeological Survey of India.
44. ↑  Elliot (1959), p. 48.
45. ↑  Sarkar (1979), p. 219.
46. ↑  Must'ad Khan & Sarkar (1947), p. 320.
47. ↑  Sarma (1990), p. 188.
48. ↑  Bhuyan (1948), p. 112.
49. ↑  Bhuyan (1957), p. 31.
50. ↑  Shashi (1996), p. 2078.
51. ↑  Pathak (2002), p. 102.
52. ↑  Chandra (2005), p. 273.
53. 1 2  Sarkar (1933), p. 43, 53, 56.
54. ↑  Sarkar (1933), p. 45.

### ثبت المراجع(مُرتَّبة حسب تاريخ النشر)
كُتُب باللُّغتين العربيَّة والفارسيَّة:
- مستعد خان، مُحمَّد ساقي (۱۸۷۷). مآثر عالمگیری (بالفارسية). كُلكتَّة. {{استشهاد بكتاب}}: تحقق من التاريخ في: |سنة= (مساعدة)
- أحمد محمود الساداتي (1959)، تاريخ المُسلمين في شبه القارَّة الهنديَّة وحضارتهم: الدولة المغوليَّة، القاهرة: مكتبة الآداب للنشر والتوزيع، ج. 2، QID:Q115912807
- عبد المنعم النمر (1981)، تاريخ الإسلام في الهند (ط. 1)، بيروت: المؤسسة الجامعية للدراسات والنشر والتوزيع، OCLC:4771140982، QID:Q115910365
- عبد النعيم محمد حسنين (1982)، قاموس الفارسية: فارسي عربي (بالفارسية والعربية) (ط. 1)، بیروت: دار الكتاب اللبناني، OCLC:4769939229، QID:Q110271961
- وحيد الزمان الكيرانوي (1989)، القاموس الجديد، عربي أردو (بالعربية والأوردية)، لاهور، OCLC:257196852، QID:Q106928721{{استشهاد}}:  صيانة الاستشهاد: مكان بدون ناشر (link)
- محمد سهيل طقوش (2007). تاريخ مغول القبيلة الذهبيَّة والهند (ط. 1). بيروت: دار النفائس للطباعة والنشر والتوزيع. ISBN:978-9953-18-436-4. OCLC:471749423. OL:27125375M. QID:Q107406383.
- محمود أحمد غازي (2009). تاريخ الحركة المُجدِّديَّة: دراسة تاريخيَّة تحليليَّة لحياة الإمام المُجدِّد أحمد بن عبد الأحد السرهندي المعروف بمُجدِّد الألف الثاني وعمله الإصلاحي التجديدي الذي قام به في شبه القارَّة مع ترجمة لبعض رسائل وكتاباته المُختارة (ط. 1). بيروت: دار الكتب العلمية. ISBN:978-2-7451-6265-6. OCLC:568570926. OL:44910877M. QID:Q118111544.
- شاكر كسرائي (2014). قاموس فارسي عربي (بالعربية والفارسية) (ط. 1). بيروت: الدار العربية للموسوعات. ISBN:978-614-424-151-6. OCLC:949486044. QID:Q110449910.
- جمال الدين الأفغاني (2015). كتاب تتمَّة البيان في تاريخ الأفغان. مدينة نصر: مؤسسة هنداوي. ISBN:978-977-719-905-6. QID:Q131369260.
- فرهاد دفتري (2016). مُعجم التاريخ الإسماعيلي. ترجمة: سيف الدين القصير (ط. 1). بيروت: دار الساقي. ISBN:978-614-03-0030-9. OCLC:1049187827. QID:Q118744347.

موقع إلكتروني باللُّغة الفارسيَّة:
- محمدحسین نیکبخت (۱۵ اسفند ۱۴۰۰). "چگونه ۳۲۵ سال پیش، فرزند فرمانروای هند خادم حرم رضوی شد؟". قدس آنلاین. مؤرشف من الأصل في 14 شُباط (فبراير) 2024. اطلع عليه بتاريخ 14 شُباط (فبراير) 2024. {{استشهاد ويب}}: تحقق من التاريخ في: |تاريخ الوصول=، |تاريخ=، و|تاريخ أرشيف= (مساعدة)

بلُغاتٍ أجنبية:
- "World Heritage Sites – Ellora Caves – Khuldabad" (بالإنجليزية). Archaeological Survey of India. Archived from the original on 2015-05-06. Retrieved 2015-04-15.
- Irvine, William (1904), The Later Mughals (بالإنجليزية), Low Price Publications, ISBN:8175364068{{استشهاد}}:  صيانة الاستشهاد: ref duplicates default (link)
- Manucci, Niccolao (1907). Storia do Mogor; or, Mogul India 1603-1708 (بالإنجليزية). Translated by William Irvine. London: J. Murray. Vol. 2.{{استشهاد بكتاب}}:  صيانة الاستشهاد: ref duplicates default (link)
- Chisholm, Hugh (1911). "Bijapur". Encyclopædia Britannica (بالإنجليزية) (11 ed.). Cambridge University Press. Vol. 3. Archived from the original on 2023-12-12.{{استشهاد بموسوعة}}:  صيانة الاستشهاد: ref duplicates default (link)
- Sarkar, Sir Jadunath (1912). History of Aurangzib (PDF) (بالإنجليزية). Calcutta: M.C. Sarkar & Sons. Vol. I. Archived from the original (PDF) on 2023-12-25.{{استشهاد بكتاب}}:  صيانة الاستشهاد: ref duplicates default (link)
- Sarkar, Sir Jadunath (1916). History of Aurangzib: First half of the reign, 1658–1681 (بالإنجليزية). M.C. Sarkar & sons. Archived from the original on 2024-11-26.{{استشهاد بكتاب}}:  صيانة الاستشهاد: ref duplicates default (link)
- Sarkar, Sir Jadunath (1917). Anecdotes of Aurangzib (بالإنجليزية) (4th ed.). Calcutta: M.C. Sarkar & Sons.{{استشهاد بكتاب}}:  صيانة الاستشهاد: ref duplicates default (link)
- Sarkar, Sir Jadunath (1933). Studies in Aurangzib's reign: (being Studies in Mughal India, first series) (بالإنجليزية). Calcutta: M.C. Sarkar & Sons.{{استشهاد بكتاب}}:  صيانة الاستشهاد: ref duplicates default (link)
- Bhuyan, Suryya Kumar (1948). Islamic Culture (بالإنجليزية). Haydarabad: The Islamic Culture Board. Vol. XXII.{{استشهاد بكتاب}}:  صيانة الاستشهاد: ref duplicates default (link)
- Must'ad Khan, Saqi; Sarkar, Sir Jadunath (1947). Maāsir-i-Alamgiri: A History of the Emperor Aurangzib-ʻĀlamgir (بالإنجليزية). Calcutta: Royal Asiatic Society of Bengal. Archived from the original on 2025-01-23.
- Bhuyan, Suryya Kumar (1957). Atan Buragohain and His Times: A History of Assam, from the Invasion of Nawab Mir Jumla in 1662-63, to the Termination of Assam-Mogul Conflicts in 1682 (بالإنجليزية) (1st ed.). Gauhati: Lawyer's Book stall.{{استشهاد بكتاب}}:  صيانة الاستشهاد: ref duplicates default (link)
- Commissariat, Mānekshāh Sorābshāh (1957). A History of Gujarat (بالإنجليزية) (1st ed.). Bombay: Orient Longmans. Vol. II: Mughal period, from 1573 to 1758. OCLC:452623680.{{استشهاد بكتاب}}:  صيانة الاستشهاد: ref duplicates default (link)
- Elliot, Henry Miers (1959). The History of India: As Told by Its Own Historians; the Muhammadan Period (بالإنجليزية). Susil Gupta (India) Private. Vol. 30. Archived from the original on 2025-01-23.{{استشهاد بكتاب}}:  صيانة الاستشهاد: ref duplicates default (link)
- Sarkar, Sir Jadunath (1972). History of Aurangzib: Mainly Based on Persian Sources (بالإنجليزية) (reprinted ed.). Bombay: Orient Longmans. Vol. III. Archived from the original on 2025-01-23.{{استشهاد بكتاب}}:  صيانة الاستشهاد: ref duplicates default (link)
- Sarkar, Sir Jadunath (1979). A short history of Aurangzib, 1618-1707 (بالإنجليزية) (Reprinted ed.). Bombay: Orient Longmans. ISBN:0861310837.{{استشهاد بكتاب}}:  صيانة الاستشهاد: ref duplicates default (link)
- Whitworth, George Clifford (1981). An Anglo-Indian Dictionary: A Glossary of Indian Terms Used in English, and of Such English Or Other Non-Indian Terms as Have Obtained Special Meanings in India (بالإنجليزية) (1st Pakistani reprinted ed.). Lahore: Sang-e-Meel Publications.{{استشهاد بكتاب}}:  صيانة الاستشهاد: ref duplicates default (link)
- Lal, Muni (1988). Aurangzeb (بالإنجليزية). Noida: Vikas Publishing House. ISBN:0706940172. Archived from the original on 2025-01-23.{{استشهاد بكتاب}}:  صيانة الاستشهاد: ref duplicates default (link)
- Sharma, L. P. (1989). History of Medieval India (1000-1740 A.D.) (بالإنجليزية) (2nd revised ed.). New Delhi: Konark Publishers. ISBN:8122000428. Archived from the original on 2025-01-23.{{استشهاد بكتاب}}:  صيانة الاستشهاد: ref duplicates default (link)
- Nath, Renuka (1990). Notable Mughal and Hindu women in the 16th and 17th centuries A.D. (بالإنجليزية). New Delhi: Inter-India Publ. ISBN:8121002419. Archived from the original on 2024-11-26.{{استشهاد بكتاب}}:  صيانة الاستشهاد: ref duplicates default (link)
- Sarma, Anjali (1990). Among the Luminaries in Assam: A Study of Assamese Biography (بالإنجليزية). Mittal Publications. ISBN:8170992079.{{استشهاد بكتاب}}:  صيانة الاستشهاد: ref duplicates default (link)
- Shashi, S. S. (1996). Encyclopaedia Indica: India, Pakistan, Bangladesh (بالإنجليزية). Anmol Publications. ISBN:8170418593.{{استشهاد بكتاب}}:  صيانة الاستشهاد: ref duplicates default (link)
- Koch, Ebba (1997). King of the world: the Padshahnama (بالإنجليزية). Azimuth Ed. ISBN:0500974489.{{استشهاد بكتاب}}:  صيانة الاستشهاد: ref duplicates default (link)
- Eraly, Abraham (2000). Emperors of the Peacock Throne: The Saga of the Great Mughals (بالإنجليزية). Penguin Books India. ISBN:9780141001432.{{استشهاد بكتاب}}:  صيانة الاستشهاد: ref duplicates default (link)
- Chandra, Satish (2002). Parties and politics at the Mughal Court, 1707–1740 (بالإنجليزية). Oxford University Press. ISBN:0195654447.{{استشهاد بكتاب}}:  صيانة الاستشهاد: ref duplicates default (link)
- Pathak, Dayananda (2002). Pickings from the Cottonian (بالإنجليزية). Cotton College Centenary Celebration Committee.{{استشهاد بكتاب}}:  صيانة الاستشهاد: ref duplicates default (link)
- Gandhi, Surjit Singh (2004). A Historian's Approach to Guru Gobind Singh (بالإنجليزية) (1st ed.). Amritsar: Singh Brothers Publishers. ISBN:8172053061.{{استشهاد بكتاب}}:  صيانة الاستشهاد: ref duplicates default (link)
- Chandra, Satish (2005). Medieval India: From Sultanate To The Mughals: Part I: Delhi Sultanate (1206-1526) (بالإنجليزية) (revised ed.). New Delhi: Har-Anand Publications. ISBN:8124110646. Archived from the original on 2023-07-12.{{استشهاد بكتاب}}:  صيانة الاستشهاد: ref duplicates default (link)
- Krieger-Krynicki, Annie (2005). Captive Princess: Zebunissa, Daughter of Emperor Aurangzeb (بالإنجليزية). Oxford University Press. ISBN:9780195798371. Archived from the original on 2025-01-20.{{استشهاد بكتاب}}:  صيانة الاستشهاد: ref duplicates default (link)
- Khafi Khan, Muhammad (2006). Muntakhab-ul Lubab (بالإنجليزية). Translated by John Dowson; Sir Henry Miers Elliot. Lahore: Sang-e-Meel Publications. ISBN:9693518829. Archived from the original on 2025-01-23.{{استشهاد بكتاب}}:  صيانة الاستشهاد: ref duplicates default (link)
- Eraly, Abraham (2007). The Mughal World: Life in India's Last Golden Age (بالإنجليزية). Penguin Books India. ISBN:9780143102625.{{استشهاد بكتاب}}:  صيانة الاستشهاد: ref duplicates default (link)
- Roy, Kaushik (2011), War, Culture and Society in Early Modern South Asia, 1740–1849 (بالإنجليزية), Taylor & Francis, ISBN:9781136790874{{استشهاد}}:  صيانة الاستشهاد: ref duplicates default (link)
- Karim, Abdul (2012). "Muhammad Azam, Prince". In Islam, Sirajul; Jamal, Ahmed A. (eds.). Banglapedia: National Encyclopedia of Bangladesh (بالإنجليزية) (2nd ed.). Asiatic Society of Bangladesh.{{استشهاد بكتاب}}:  صيانة الاستشهاد: ref duplicates default (link)
- Garg, Sanjay (2018). A Critical Commentary on Elliot and Dowson's History of India as Told by its Own Historians (بالإنجليزية). Studies in Indo-Muslim History by S.H. Hodivala Volume II:  (Vols. V-VIII) & Yule and Burnell's Hobson-Jobson. ISBN:9780429757778. Archived from the original on 2024-11-26.{{استشهاد بكتاب}}:  صيانة الاستشهاد: ref duplicates default (link)

## وصلات خارجية
- "رسمٌ كبير للسُلطان مُحمَّد أعظمشاه". مؤرشف من الأصل في 2024-12-01. اطلع عليه بتاريخ 2024-12-01. (بالإنجليزية)
- "روپيَّة فضيَّة ضُربت خلال عهد أعظمشاه". 10 مايو 2018. مؤرشف من الأصل في 2024-12-01. اطلع عليه بتاريخ 2024-12-01. (بالإنجليزية)

| قطب الدين أعظمشاه عاهل آل تيمورولد: 28 حُزيران (يونيو) 1653 توفي: 20 حُزيران (يونيو) 1707 |                       |                         |
| ألقاب ملكية                                                                             |                       |                         |
| سبقه أورنكزيب عالمكير                                                                   | سُلطان مغول الهند 1707 | تبعه قُطب الدين بهادُرشاه |